# Тьензянг
Тьензя́нг (вьет. Tiền Giang, тьы-ном 前江) — ныне упразднённая провинция в южной части Вьетнама, расположенная вдоль реки Тьен, в дельте Меконга. Площадь — 2484 км²; население на 2009 год — 1 670 216 человек. Плотность населения — 672,39 чел./км². Административный центр — город Митхо.
В 2025 году территории провинции Тьензянг вошли в состав провинции Донгтхап.

## Административное деление
В административном отношении делилась на 2 города (Митхо и Гоконг) и 8 уездов.